# Cyrtolabus christophi
Cyrtolabus christophi es una especie de coleóptero de la familia Attelabidae.

## Distribución geográfica
Habita en Mongolia, China, Corea y Rusia.